# Metro por segundo ao quadrado
Metro por segundo ao quadrado ou metro por segundo por segundo (símbolo: m/s²) é uma unidade derivada no Sistema Internacional de Unidades (SI). É uma unidade composta pela unidade padrão de comprimento, o metro, e a unidade padrão de tempo, o segundo. É a unidade padrão do SI utilizada para medir aceleração. Na aceleração, a unidade significa fisicamente a mudança do módulo da velocidade em um intervalo de tempo. Assim, {\displaystyle 1m/s^{2}} equivale a variação de 1 metro por segundo na velocidade no intervalo de um segundo.
A aceleração de um corpo influenciado pela gravidade na superfície terrestre equivale a aproximadamente 9,80665 m/s².
Para determinar a aceleração que influencia um corpo ideal podemos tomar tanto uma abordagem utilizando a cinemática quanto utilizando a dinâmica.

## Determinação da aceleração a partir da cinemática
Entendemos a aceleração como a variação de velocidade de um certo objeto ao longo de um intervalo de tempo. Dessa forma é possível enxergar uma representação matemática para essa definição.
{\displaystyle a=\Delta v/\Delta t} , 
Sendo a a aceleração, {\displaystyle \Delta s} a variação da velocidade e {\displaystyle \Delta t} a variação do tempo. Seguindo esse caminho e entendendo que quando falamos em variação na Física devemos pensar em um valor final menos um valor inicial podemos escrever a definição acima da seguinte forma:
{\displaystyle a=v-v0/t-t0}
Nesta equação estão denotados {\displaystyle v0} e {\displaystyle t0}, estes representam a velocidade inicial do objeto e o tempo inicial do movimento desse objeto. Usualmente o tempo inicial é tratado como sendo igual a zero. Dessa forma escrevemos.
{\displaystyle a=v-v0/t}
Rearranjando matematicamente as grandezas e isolando a velocidade final {\displaystyle v} temos: 
{\displaystyle v=v0+at}
Está fórmula é conhecida como a função horária da velocidade de um objeto uma vez que é representada por uma função linear ou função afim na qual a aceleração é o coeficiente angular e a velocidade inicial é o coeficiente linear.

## Exemplos
Suponhamos um corpo com velocidade inicial de {\displaystyle 3m/s}, e que sua aceleração corresponda ao valor de {\displaystyle 2m/s^{2}}. Assim, utilizando a fórmula do cálculo da velocidade final:
{\displaystyle V=V_{o}+a.t}
Onde:
- {\displaystyle V} = Velocidade final (m/s)
- {\displaystyle V_{o}} = Velocidade inicial (m/s)
- {\displaystyle a} = Aceleração (m/s²)
- {\displaystyle t} = Tempo (s)

Atribuindo valores, a fórmula ficará assim:
- No instante t = 0 segundos:
{\displaystyle V=3+2.(0)}; logo {\displaystyle V=3m/s}
Nota-se que se o intervalo de tempo é nulo, então não houve tempo para o corpo acelerar, mantendo assim a sua velocidade inicial.
- No instante t = 1 segundos:
{\displaystyle V=3+2.(1)}; logo {\displaystyle V=3+2=5m/s}
Agora percebe-se que decorrido um segundo, é obtido a velocidade final {\displaystyle V=5m/s}. Logo o módulo de aceleração calcula a variação da velocidade em um intervalo de tempo. Neste exemplo, o corpo está sofrendo uma aceleração de 2m/s², ou seja, sua velocidade aumenta em 2m/s depois de um periodo de tempo {\displaystyle t=1s}.
- No instante t = 2 segundos:
 {\displaystyle V=3+2.(2)}; logo {\displaystyle V=3+4=7m/s}
É possivel ver a mesma situação para {\displaystyle t=2s}, onde temos a mesma aceleração de 2m/s², resultando na velocidade final de {\displaystyle V=7m/s}.
A partir deste movimento, chamado de movimento uniformemente acelerado, pode-se construir a tabela abaixo:
|              | 0 s   | 1 s   | 2 s   | 3 s   | 4 s    | 5 s    |
| ------------ | ----- | ----- | ----- | ----- | ------ | ------ |
| Velocidade = | 3 m/s | 5 m/s | 7 m/s | 9 m/s | 11 m/s | 13 m/s |

## Conversões
|            | m/s2    | pés/s2    | Aceleração da Gravidade (g0) | Gal (cm/s2) |
| ---------- | ------- | --------- | ---------------------------- | ----------- |
| 1 m/s2 =   | 1       | 3.28084   | 0.101972                     | 100         |
| 1 pés/s2 = | 0.30480 | 1         | 0.031081                     | 30.4800     |
| 1 g0 =     | 9.80665 | 32.1740   | 1                            | 980.665     |
| 1 cm/s2 =  | 0.01    | 0.0328084 | 0.00101972                   | 1           |